# Rita König
Rita König (geboren 12. März 1977 in Satu Mare, Sozialistische Republik Rumänien; zeitweise auch Rita König-Römer) ist eine deutsche Florettfechterin. Sie wurde mehrfache deutsche Einzelmeisterin, fünffache Europameisterin, zweifache Weltmeisterin und gewann zwei Medaillen bei Olympischen Spielen.

## Leben
Rita König ist eine der Nationalfechterinnen sathmarschwäbischer Abstammung, ebenso wie Monika Weber und ihre Schwester Susanne König. Rita König startete für den Fecht-Club Tauberbischofsheim und besuchte die Kaufmännische Schule Tauberbischofsheim. Bereits in den Jahren 1991, 1992 und 1993 wurde sie jeweils mit dem Förderpreis Deutscher Jugendsport ausgezeichnet. Die Junioren-Weltmeisterin von 1995 verpasste dann 1996, damals trainiert von Lajos Somodi, als Fünfte der deutschen Florett-Rangliste knapp die Teilnahme bei den Olympischen Spielen in Atlanta.
1999 wurde sie Mannschafts-Weltmeisterin. Bei den Spielen im Jahr 2000 gewann sie die Einzel-Silber-Medaille sowie die Bronze-Medaille mit der Mannschaft. Sie hat als Trainerin in der TG Würzburg gearbeitet und entdeckte dort das Fechttalent Leonie Ebert. Daneben leitete König bis 2018 die Sport Marketing GmbH beim Fechtzentrum Tauberbischofsheim.
Nach einem überraschenden Comeback bei Future Fencing Werbach gewann König bei den Deutschen Fechtmeisterschaften 2019 im Alter von 42 Jahren die Goldmedaille mit der Florett-Mannschaft.

## Medaillen
Olympische Spiele
2000:  Silber (Einzel)
2000:  Bronze (Mannschaft)
Weltmeisterschaften
1995:  Gold (Junioren-Weltmeisterin)
1997: Bronze (Mannschaft)
1999:  Gold (Mannschaft)
Europameisterschaften
1996:  Bronze (Einzel)
1997:  Gold (Einzel)
1997:  Gold (Mannschaft)
1998:  Gold (Mannschaft)
2000:  Gold (Einzel)
2000:  Gold (Mannschaft)

### Deutsche Meisterschaften
1997: Gold im Einzel
2000: Gold im Einzel
2002: Gold im Einzel
2019: Gold mit der Mannschaft